# Xou da Xuxa - O Videocaxete da Xuxa
Xou da Xuxa - O Videocaxete da Xuxa é um álbum de vídeo lançado pela cantora e apresentadora Xuxa, em 1987. O álbum reúne performances musicais e quadros realizados no programa Xou da Xuxa no ano de 1986. Após o relativo sucesso, novos álbuns de vídeo foram lançados pela apresentadora posteriormente. No entanto, não foi relançado em DVD ou Blu-ray.

## Antecedentes e produção
Após uma passagem pela Rede Manchete, a apresentadora Xuxa estreou na Rede Globo em 1986. O programa comandado pela artista recebeu o nome de Xou da Xuxa e fez sucesso durante os anos em que esteve no ar (estreou em 30 de junho de 1986 e terminou em 31 de dezembro de 1992). Com o sucesso do programa, veio a gravação de um álbum que levava o mesmo título, que tornou-se o álbum mais vendido no ano de 1986, com 2,7 milhões de cópias vendidas. Tal fato conduziu a gravadora Globo Vídeo a lançar um VHS, formato que ganhou popularidade na época. O VHS de Xuxa traz os melhores momentos do programa editados em um filme com cerca de uma hora de duração.

## Sinopse
- Fonte:[11]

O VHS inicia com a abertura do programa Xou da Xuxa. A apresentadora faz um perfil de si mesma e passa informações sobre o que será visto no VHS. O vídeo segue com uma sequência de momentos retirados do programa, exibidos no ano de 1986, que incluem performances das canções "Amiguinha Xuxa", "Quem Qué Pão?", "Meu Cavalo Frankenstein", "Turma da Xuxa", "Doce Mel (Bom Estar com Você)", "She-Ra", "Meu Cãozinho Xuxo" e uma versão carnavalesca de "Doce Mel". Intercalados com as performances das canções, estão momentos de descontração do programa, a saber: Madame Caxuxá se apresenta e dá "dicas" para os signos de Áries, Touro, Gêmeos e Câncer; Xuxa e sua turma dão "Bom Dia!"; Vovuxa conta uma história; Xuxa brinca com o Xuper e a Paquita; Xuxa apresenta sua turma; Madame Caxuxá dá "dicas" para os signos de Leão, Libra e Escorpião; Xuxa dá conselho sobre como economizar energia elétrica; Xuxa conta que foi a uma festa e encontrou a She-ra; Madame Caxuxá dá "dicas" para os signos de Capricórnio, Aquário e Peixes; mensagem do Papai Noel; resumo do VHS com trechos de músicas e dos programas. O vídeo termina com imagens da Xuxa na nave, com a mensagem "Beijinho, beijinho" no canto da tela.

## Recepção comercial
Antes do lançamento do vídeo, mil cópias foram encomendadas à Globo Vídeo, segundo a revista Veja. O VHS permaneceu em 2º lugar como um dos home videos mais vendidos no Brasil em julho de 1987.